# Ar.Co - Centro de Arte & Comunicação Visual
O Centro de Arte & Comunicação Visual MHIH • MHSE, com a abreviatura de Ar.Co , é uma associação cultural de utilidade pública sem fins lucrativos, sediada em Lisboa e Almada (Portugal). O centro também lecciona diversos cursos dentro do âmbito das Artes Plásticas, Fotografia, Cinema, Design Gráfico, Cerâmica, Joalharia, Ilustração e Banda Desenhada.

## História
O Centro de Arte & Comunicação Visual (Ar.Co) iniciou a sua actividade em 1973, tendo, como objectivo, a constituição de uma alternativa de cariz experimental no ensino das artes plásticas, artesanato e disciplinas da comunicação visual.
A 23 de Novembro de 1998, foi agraciado com o grau de Membro-Honorário da Ordem do Infante D. Henrique. A 29 de junho de 2023, foi agraciado com o grau de Membro-Honorário da Ordem Militar de Sant'Iago da Espada.